# Discografia di Mike Patton
Discografia di Mike Patton, un artista eclettico e molto attivo che, nel corso degli anni, ha avviato numerosi progetti musicali con altrettanti artisti di diversi generi e stili musicali. Allo stesso modo ha collaborato con numerosi artisti più o meno noti in moltissime produzioni.
La sua attività come cantante inizia negli anni ’80 con il gruppo Mr. Bungle da lui fondato assieme agli amici Trevor Dunn e Trey Spruance. Successivamente viene arruolato nei Faith No More in sostituzione di Chuck Mosley ed è con questi che la sua notorietà esplode nella scena musicale.
I Faith No More si scioglieranno nel 1998 (per poi riunirsi nel 2009) e per continuare a fare musica Mike Patton fonda la sua personale etichetta, la Ipecac Recordings, con la quale pubblicherà tutti i suoi successivi lavori (sia solisti che con gruppi) e produrrà numerosi gruppi e artisti di diverse scene musicali.

## Gruppi
Mr. Bungle
| Anno | Titolo                                    | Tipo  | Etichetta    |
| ---- | ----------------------------------------- | ----- | ------------ |
| 1986 | The Raging Wrath of the Easter Bunny      | Demo  | Ladd-Firth   |
| 1987 | Rancid Decay / Mr. Bungle                 | Split | Phil Raiola  |
| 1988 | Goddammit I Love America!!!$ɫ!!           | Demo  | Autoprodotto |
| 1988 | OU818                                     | Demo  | Autoprodotto |
| 1991 | Quote Unquote                             | Promo | Warner Bros. |
| 1991 | Mr. Bungle                                | Album | Warner Bros. |
| 1995 | Disco Volante                             | Album | Warner Bros. |
| 1999 | California                                | Album | Warner Bros. |
| 2020 | The Raging Wrath of the Easter Bunny Demo | Album | Ipecac       |

Faith No More
| Anno | Titolo                                | Tipo           | Etichetta                                  |
| ---- | ------------------------------------- | -------------- | ------------------------------------------ |
| 1989 | The Real Thing                        | Album          | Slash/Reprise Records                      |
| 1990 | Live at Brixon Academy                | Album dal vivo | Slash/Reprise Records                      |
| 1992 | Angel Dust                            | Album          | Slash/Reprise Records                      |
| 1994 | King for a Day... Fool for a Lifetime | Album          | Slash/Reprise Records                      |
| 1997 | Album of the Year                     | Album          | Slash/Reprise Records                      |
| 2015 | Sol Invictus                          | Album          | Reclamation! Recordings, Ipecac Recordings |

Fantômas
| Anno | Titolo | Tipo           | Etichetta         |
| ---- | --- | -------------- | ----------------- |
| 1999 | Fantômas                                                                                                   | Album          | Ipecac Recordings |
| 2001 | The Director's Cut                                                                                         | Album          | Ipecac Recordings |
| 2002 | Millennium Monsterwork Live: New Year's Eve 2000 (assieme ai Melvins con il nome FantômasMelvins Big Band) | Album dal vivo | Ipecac Recordings |
| 2003 | Delìrium Còrdia                                                                                            | Album          | Ipecac Recordings |
| 2005 | Suspended Animation                                                                                        | Album          | Ipecac Recordings |
| 2011 | The Director’s Cut Live (A New Year’s Revolution)                                                          | Video          | Ipecac Recordings |

Tomahawk
| Anno | Titolo     | Tipo  | Etichetta         |
| ---- | ---------- | ----- | ----------------- |
| 2001 | Tomahawk   | Album | Ipecac Recordings |
| 2003 | Mit Gas    | Album | Ipecac Recordings |
| 2007 | Anonymous  | Album | Ipecac Recordings |
| 2013 | Oddfellows | Album | Ipecac Recordings |

Peeping Tom
| Anno | Titolo      | Tipo  | Etichetta         |
| ---- | ----------- | ----- | ----------------- |
| 2006 | Peeping Tom | Album | Ipecac Recordings |

Dead Cross
| Anno | Titolo     | Tipo  | Etichetta         |
| ---- | ---------- | ----- | ----------------- |
| 2017 | Dead Cross | Album | Ipecac Recordings |

con John Zorn
| Anno | Artista          | Titolo                                     | Tipo           | Ruolo | Etichetta |
| ---- | ---------------- | ------------------------------------------ | -------------- | --- | --------- |
| 1992 | John Zorn        | Elegy                                      | Album          | Voce | Eva       |
| 1998 | Weird Little Boy | Weird Little Boy                           | Album          | Voce e batteria | Tzadik    |
| 1999 | John Zorn        | Music Romance Volume 2: Taboo And Exile    | Album          | Voce nel brano Bulls-Eye | Tzadik    |
| 2000 | John Zorn        | The Big Gundown                            | Album          | Voce nel brano The Ballad of Hank McCain                                                                                               | Tzadik    |
| 2001 | John Zorn        | Music Romance Volume 3: The Gift           | Album          | Voce nel brano Bridge to the Beyond | Tzadik    |
| 2002 | John Zorn        | Music Romance Volume 4: I.A.O.             | Album          | Voce nel brano Leviathan | Tzadik    |
| 2002 | Hemophiliac      | Hemophiliac                                | Album          | Voce ed effetti | Tzadik    |
| 2003 | Masada           | Voices in the Wilderness                   | Album dal vivo | Voce nel brano Kochot | Tzadik    |
| 2004 | Hemophiliac      | 50th Birthday Celebration Volume 6         | Album dal vivo | Voce ed effetti | Tzadik    |
| 2005 | Painkiller       | 50th Birthday Celebration Volume 12        | Album dal vivo | Voce | Tzadik    |
| 2005 | Naked City       | Naked City: The Complete Studio Recordings | Raccolta       | Voce nel brano Grand Guignol | Tzadik    |
| 2006 | John Zorn        | The Stone: Issue One                       | Album          | Voce | Tzadik    |
| 2006 | Moonchild Trio   | Moonchild: Songs Without Words             | Album          | Voce ed effetti | Tzadik    |
| 2006 | Moonchild Trio   | Astronome                                  | Album          | Voce ed effetti | Tzadik    |
| 2007 | Moonchild Trio   | Six Litanies for Heliogabalus              | Album          | Voce ed effetti | Tzadik    |
| 2008 | Moonchild Trio   | The Crucible                               | Album          | Voce ed effetti | Tzadik    |
| 2010 | Moonchild Trio   | Ipsissimus                                 | Album          | Voce ed effetti | Tzadik    |
| 2011 | John Zorn        | A Dreamer Christmas                        | Album          | Voce nel brano The Christmas Song | Tzadik    |
| 2012 | Moonchild Trio   | Templars: In Scared Blood                  | Album          | Voce ed effetti | Tzadik    |
| 2014 | Moonchild Trio   | The Last Judgment                          | Album          | Voce ed effetti | Tzadik    |
| 2014 | John Zorn        | The Song Project Vinyl Singles Edition     | Box-set        | Voce nei brani Flying Blind, Perfect Crime, Para Borrar Tu Andar, Do Not Let Us Forget, Burn, The Man In The Blue Mask, Assassin's Bay | Tzadik    |
| 2015 | John Zorn        | The Song Project Live at Le Poisson Rouge  | Album dal vivo | Voce nei brani Flying Blind, Perfect Crime, Para Borrar Tu Andar, Do Not Let Us Forget, Burn, The Man In The Blue Mask, Assassin's Bay | Tzadik    |

## Solista
| Anno | Titolo                        | Tipo                                       | Etichetta         |
| ---- | ----------------------------- | ------------------------------------------ | ----------------- |
| 1996 | Adult Themes for Voice        | Album                                      | Tzadik            |
| 1997 | Pranzo Oltranzista            | Album                                      | Tzadik            |
| 2008 | A Perfect Place               | Colonna sonora dell’omonimo cortometraggio | Ipecac Recordings |
| 2009 | Crank: High Voltage           | Colonna sonora dell’omonimo film           | Lakeshore Records |
| 2010 | Mondocane                     | Album                                      | Ipecac Recordings |
| 2011 | The Solitude Of Prime Numbers | Colonna sonora dell’omonimo film           | Ipecac Recordings |
| 2013 | The Place Beyond The Pines    | Colonna sonora dell’omonimo film           | Milan             |
| 2018 | 1922                          | Colonna sonora dell’omonimo film           | Ipecac Recordings |

Collaborazioni
Album e EP
| Anno | Artista                                          | Titolo | Etichetta         |
| ---- | ------------------------------------------------ | --- | ----------------- |
| 1999 | Mike Patton, Masami Akita                        | She | Ipecac Recordings |
| 2001 | Mike Patton, Jennifer Charles, Dan the Automator | Nathaniel Merriweather Presents Lovage Avec Michael Patton & Jennifer Charles – Music To Make Love To Your Old Lady By | 75 Ark            |
| 2002 | Mike Patton, The Dillinger Escape Plan           | Irony Is a Dead Scene (EP)                                                                                             | Epitaph Records   |
| 2004 | Mike Patton, Kaada                               | Romances | Ipecac Recordings |
| 2005 | Mike Patton, X-Ecutioners                        | General Patton vs. The X-Ecutioners                                                                                    | Ipecac Recordings |
| 2012 | Mike Patton, Luciano Berio, Ictus Ensemble       | Laborintus | Ipecac Recordings |
| 2014 | Mike Patton, Anthony Pateras                     | tētēma | Ipecac Recordings |
| 2016 | Mike Patton, Kaada                               | Bacteria Cult | Ipecac Recordings |
| 2016 | Mike Patton, Nevermen                            | Nevermen | Ipecac Recordings |
| 2019 | Mike Patton, Jean-Claude Vannier                 | Corpse Flower | Ipecac Recordings |

Singoli
| Anno | Artista                                      | Titolo              | Etichetta            |
| ---- | -------------------------------------------- | ------------------- | -------------------- |
| 2006 | Mike Patton, Dub Trio                        | Not Alone           | ROIR                 |
| 2008 | Mike Patton, The Qemists                     | Lost Weekend        | Ninja Tune           |
| 2010 | Mike Patton, Carla Hassett                   | Julia               | Paulista Records     |
| 2010 | Mike Patton, Marc Streitenfeld, Serj Tankian | Bird’s Eye          | WaterTower Music     |
| 2015 | Mike Patton, Hepa-Titus, Void Manes          | Suicide Is Painless | Sunshine Enterprises |
| 2018 | Mike Patton, Alain Johannes Trio             | Luna A Sol          | Ipecac Recordings    |

Partecipazioni
| Anno | Artista      | Titolo                                                              | Brano | Ruolo                          | Etichetta                          |
| ---- | ------------ | ------------------------------------------------------------------- | --- | ------------------------------ | ---------------------------------- |
| 1994 | Milk Cult    | Burn Or Bury                                                        | ‘’Psychoanalytwist’’ | Voce e rumori                  | Priority Records                   |
| 1994 | Bob Ostertag | Fear No Love                                                        | ‘’The Man In The Blue Slip’’ | Voce                           | Avant                              |
| 1997 | Vari         | Great Jewish Music: Serge Gainsbourg                                | ‘’Ford Mustang’’ | Voce, strumenti, arrangiamento | Tzadik                             |
| 1997 | Vari         | Great Jewish Music: Burt Bacharach                                  | ‘’She’s Gone Away’’ | Voce, tastiere, arrangiamento  | Tzadik                             |
| 1998 | Vari         | Great Jewish Music: Marc Bolan                                      | ‘’Chariot Choogle’’ | Voce, produzione, strumenti    | Tzadik                             |
| 1998 | Vari         | AngelicA 1997                                                       | ‘’The Art Of Fist-Fucking 1’’ e ‘’The Art Of Fist-Fucking 2’’ (assieme a Bob Ostertag, Otomo Yoshihide, House Of Discipline), ‘’Romance For A Choking Man/Woman’’ (assieme a Marie Goyette), ‘’!Cudegokalalumosospasashatetéwaot’’ (assieme a Andrew Sharpley, Bob Ostertag, Chris Cutler, Diane Labrosse, Ikue Mori, Jean Derome, John Oswald, Marie Goyette, Martin Tétreault, Mirko Sabatini, René Lussier, Tenko, Uchihashi Kazuhisa, Otomo Yoshihide) | Voce, effetti, scrittura       | I Dischi Di Angelica               |
| 2002 | Vari         | Rise Above (24 Black Flag Songs To Benefit The West Memphis Three)  | ‘’Six Pack’’ | Voce                           | Sanctuary Records, 2-13-61 Records |
| 2003 | Björk        | Medúlla                                                             | ‘’Pleasure Is All Mine’’ (assieme a Björk, Tagaq, The Icelandic Choir), ‘’Where Is The Line’’ (assieme a Björk, Gregory Purnhagen, The Icelandic Choir) | Voce                           | Elektra                            |
| 2003 | Vari         | Freddy Vs. Jason - The Original Motion Picture Soundtrack           | ‘’The Waste’’ (assieme ai Sepultura) | Voce e testi                   | Roadrunner Records                 |
| 2004 | Vari         | The End Of The Fear Of God                                          | ‘’Circle A’’ (assieme a Kid606) | Voce                           | Tochnit Aleph                      |
| 2005 | Isis         | Oceanic Remixes/Reinterpretations                                   | ‘’Maritime’’ | Strumenti                      | Hydra Head Records                 |
| 2006 | Subtle       | The Subtle 6 Mix                                                    | ‘’The Long Vein Of The Voice’’ (assieme ai Subtle), ‘’Hurry Up And Kill Me, I'm Cold’’ (brano già presente sull’album ‘’Adult Theme For Voices’’) | Voce ed effetti                | Not On Label                       |
| 2010 | Zu           | Carboniferous                                                       | ‘’Soulympics’’, ‘’Orc’’ | Voce ed effetti                | Black Cheese Records               |
| 2010 | Vari         | Black Cheese Mixxtape Vol. 1                                        | ‘’New York Slam’’ (assieme a Pato Siebenhaar) | Voce                           | Black Cheese Records               |
| 2017 | Vari         | Connie Converse – Vanity Of Vanities - A Tribute To Connie Converse | ‘’How Sad, How Lovely’’ (assieme a Alain Johannes) | Voce e arrangiamento           | Tzadik                             |